# Воловецька верховина

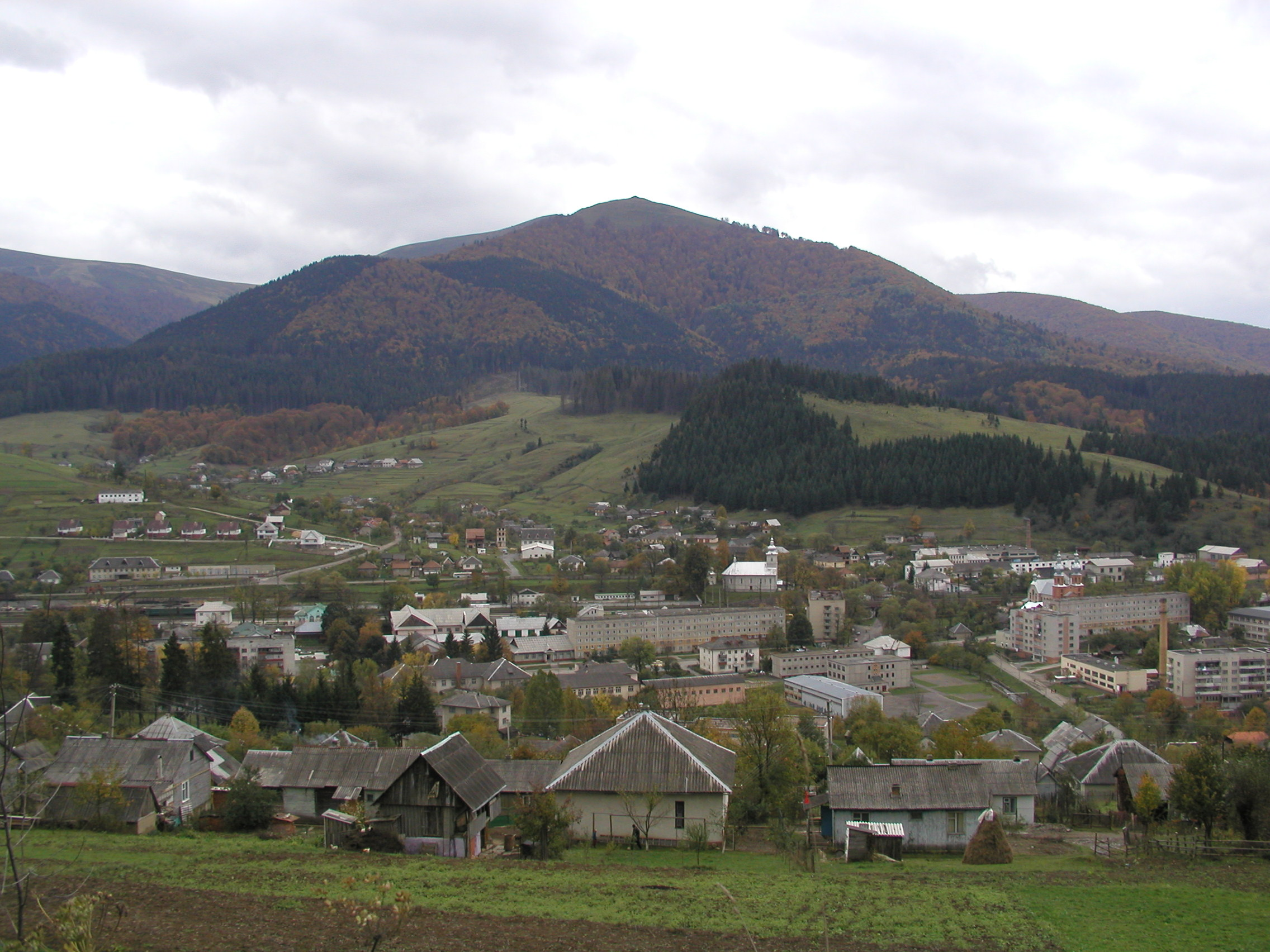
Воловецька верховина і смт Воловець. У далині — Полонина Боржава.

Волове́цька верхови́на (інша назва — Воловецько-Міжгірська верховина) — низькогірна область в Українських Карпатах, у межах Воловецького та Міжгірського районів Закарпатської області. 
Простягається у вигляді вузької смуги від верхів'їв Ужа до річки Ріки. З півночі обмежена Вододільним хребтом, з півдня — Полонинським хребтом, зокрема гірським масивом Полонина Боржава. Висоти тут здебільшого становлять 600—700 м. Складається з невисоких гірських масивів з пологими схилами та широких улоговин і річкових долин. У геоструктурному аспекті приурочена до південно-західної частини Кросненської, частково — Дуклянської зон. Складається переважно з пісковиків і глинистих сланців. Наявні джерела мінеральних вод. 
Подекуди є масиви буково-смерекових лісів. Пологі схили та плоскі вершини використовують під сільськогосподарські угіддя.
Густо заселена. 
Територію використовують для рекреації (зелений туризм, пішохідний туризм, туристичні та готельні комплекси, санаторії).